# Dnjestar
Dnjestar (rumunjski: Nistru, ukrajinski: Дністер) rijeka je u Istočnoj Europi dugačka 1352 km.

## Zemljopisne odlike
Rijeka Dnjestar izvire u ukrajinskim Karpatima, pored mjesta Drohobiča blizu granice s Poljskom i teče prema Crnom moru. 
Gornjim dijelom toka tvori prirodnu granicu između Ukrajine i Moldove, nakon toga teče kroz Moldovu u dužini od 398 km, dijeleći tako Moldovu od Pridnjestrovlja. Nakon toga Dnjester je ponovno granična rijeka između Ukrajine i Moldove. U Crno more ulijeva se u Ukrajini, pored grada Odese, i na ušću tvori Dnjestarski liman (jezero na ušću u more gdje je protok blokiran sedimentima). U donjem dijelu toka desna obala Dnjestra je brdovita i viša od niske lijeve obale. Najvažnije pritoke Dnjestra su rijeke Răut i Bik.

## Povijest
U antičko doba rijeku su brojni klasični geografi i povjesničari spominjali kao najvažniju rijeku stare Sarmatije. 

## Podrijetlo imena
Ime rijeke Dnjestar dolazi od sarmatske (iranski jezik) riječi Danu nazdja, a to je značilo Bliska rijeka.  Starije skitsko ime rijeke bilo je Tiras, a to je značilo  Brza.

## Vanjske poveznice
|  | Zajednički poslužitelj ima još gradiva o temi Dnjestar |

- Dniester.org: Međugranični projekt rijeke Dnjestar  Arhivirana inačica izvorne stranice od 18. kolovoza 2020. (Wayback Machine)
- Foto galerija rijeke  Arhivirana inačica izvorne stranice od 2. travnja 2007. (Wayback Machine)